# Конояди
Конояди (пол. Konojady, нім. Konojad, 1939-45: Koppelgrund) — село в Польщі, у гміні Яблоново-Поморське Бродницького повіту Куявсько-Поморського воєводства.
Населення — 595 осіб (2011).
У 1975-1998 роках село належало до Торунського воєводства.

## Демографія
Демографічна структура станом на 31 березня 2011 року:
|          | Загалом | Допрацездатний вік | Працездатний вік | Постпрацездатний вік |
| -------- | ------- | ------------------ | ---------------- | -------------------- |
| Чоловіки | 295     | 64                 | 196              | 35                   |
| Жінки    | 300     | 69                 | 167              | 64                   |
| Разом    | 595     | 133                | 363              | 99                   |